# Promens
Promens är ett isländskt plastföretag med global verksamhet. Huvudkontoret ligger i Reykjavik och företaget har ca 4 500 anställda i världen fördelat på 51 fabriker i 20 länder.
I Sverige är det enbart verksamt inom förpackningsområdet och äger sedan 2006 en produktionsanläggning i Lidköping (förvärvad av Polimoon, tidigare ägd av Rexam).